# 岡山県道347号田熊高野停車場線
岡山県道347号田熊高野停車場線（おかやまけんどう347ごう たのくまたかのていしゃじょうせん）は、岡山県津山市を通る一般県道である。

## 概要
津山市田熊から津山市高野本郷に至る。

### 路線データ
- 起点：津山市田熊（国道429号交点）
- 終点：津山市高野本郷（高野駅前交差点、国道53号交点）
- 総延長：1.6 km

## 歴史
- 1960年（昭和35年）3月18日 - 岡山県告示第335号により認定される。
- 1972年（昭和47年）秋頃 - 現行の県道番号に変更される。

## 路線状況

### 道路施設

#### 橋梁
- 本郷橋（加茂川、津山市高野本郷）

## 地理

### 通過する自治体
- 津山市

### 交差する道路
| 交差する道路 | 交差する場所 | 交差する場所          |
| ------------ | ------------ | --------------------- |
| 国道429号    | 田熊         | 起点                  |
| 国道53号     | 高野本郷     | 高野駅前交差点 / 終点 |

### 沿線
- JR西日本因美線 高野駅